# Dynasty Warriors DS: Fighter's Battle
Dynasty Warriors DS: Fighter's Battle (真・三國無双DS ファイターズバトル,, Shin Sangokumusō DS Faitāzu Batoru) é um jogo de luta baseado em cartas para o Nintendo DS. Há 108 cartas disponíveis no para serem usadas no jogo. O monte pode ser montado pelo próprio jogador, mas o número de cartões a ser usado depende dos pontos de defesa que o jogador tem, lojas de ração e lojas de armas no mapa. O jogo tem múltiplos reviews.

## Jogabilidade
Os jogadores avançam para um ponto ou edifício do inimigo que tem seus pontos de defesa protegidos por um general. No entanto, se o jogador tiver um ponto de defesa, loja de rações ou lojas de armas no local sua movimentação é irrestrita, podendo entrar e sair quando quiser.
No inicio da partida todas as lojas de ração e lojas de  são neutras, até serem conquistadas por algum dos lados. Ao tomar posse de uma loja de rações e loja de armas aumenta o tamanho e melhora as capacidades de combate do exército do time que o conquistou. Então um general vai proteger o ponto dos inimigos, e se o general falhar o ponto passa a ser posse do inimigo.
Também há terrenos com certos efeitos, por exemplo poças venenosas que reduzem a saúde do personagem a cada passo, terrenos congelados  que causam deslizamento e assim por diante.

### Sistema de Cartas
Cada carta tem um tipo de efeito que é definido pela sua cor. Os tipos de carta são:
- Azul: Fornecem uma habilidade para ser usado em batalha (pode atingir o nível de até 3 estrelas).
- Vermelha: Melhora o ataque, defesa ou de saúde do jogador (pode atingir o nível de até 3 estrelas).
- Amarela: Fornece melhora nos status e habilidades do jogador (nível fixo)
- Verde/Rosa: Cartas raras que fornecem diversas melhorias

## Personagens
Os personagens são baseados nas três bestas míticas da China antiga e sua aparência é a mesma do Dynasty Warriors 5, porém no estilo cartoon. Quando o jogador escolhe seu personagem, os inimigos serão os baseados nas bestas não escolhidas.
As bestas que definem o tipo de personagem no jogo são:
- Fênix (Suzaku / 朱雀): (Balanceado) Empunham uma espada e uma luva de combate.
- Dragão (Seiiru / 青龍): (Velocidade) Empunham uma espada embainhada .
- Chimera (Genbu / 玄武): (Força) Empunham um martelo gigante.

Os personagens presentes no jogo são:
| Shu - Guan Ping - Guan Yu - Huang Zhong - Jiang Wei - Liu Bei - Ma Chao - Pang Tong - Wei Yan - Zhang Fei - Zhao Yun - Zhuge Liang | Wei - Cao Cao - Cao Pi - Cao Ren - Dian Wei - Pang De - Sima Yi - Xiahou Dun - Xiahou Yuan - Xu Huang - Xu Zhu - Zhang He - Zhang Liao | Wu - Gan Ning - Huang Gai - Lu Meng - Lu Xun - Sun Ce - Sun Jian - Sun Quan - Sun Shang Xiang - Taishi Ci - Zhou Tai - Zhou Yu | Outros - Dong Zhuo - Lu Bu - Meng Huo - Yuan Shao - Zhang Jiao |